# 野村康太
野村康太（日语：／ Nomura Kōta，2003年11月30日—），日本男演員，研音集團旗下藝人。身高184cm。

## 生平
野村康太出生於東京都，父親為演員澤村一樹，胞兄為模特兒野村大貴。就讀體育名校前橋育英高等學校，中學時代入選東京都少年籃球隊員，並曾參與關東中學籃球錦標賽。高中時代加入籃球社，第一年就獲得縣級新人大賽冠軍，第三年進入全国高等学校综合体育大会籃球項目八強，也曾參與全國高中籃球錦標賽冬季盃。
2022年3月高中畢業，4月起追隨演員父親澤村一樹的腳步加入研音集團，以演員之身分出道，首部戲劇作品是在《新·信長公記～信長君與我～》中飾演戰國時代武將前田利家。
2023年9月30日，在MEN'S NON-NO模特兒選拔賽中被選為亞軍。
2024年2月1日，主演FOD網路電視劇《完美求婚》，這是他首次在電視劇中擔任主角。同年2月9日，演出首部電影《替身忠臣藏》。10月期，主演電視劇《戀上換裝娃娃》，這是他首次在地上波電視劇中擔任主角。

## 人物
- 強項是籃球。

## 演出作品
- 註：粗體字表示主演

### 電視劇
- 新·信長公記～信長君與我～（2022年7月24日 - 9月25日，讀賣電視台・日本電視台） - 前田利家[6]
- silent（2022年10月6日 - 12月22日，富士電視台） - 西田圭介[7]
- 寄信人是誰（日语：差出人は、誰ですか?）（2022年10月11日 - 12月16日，TBS）- 氏田誠二[8]
- 不小心繼承了牛郎店 第4集・第9集 - 第11集（2023年5月9日・6月13日 - 27日，富士電視台）- 夏目瞬
- 跳槽的魔王大人 第9集（2023年9月11日，關西電視台・富士電視台）- 藤川孝介[9]
- SHUT UP（日语：SHUT UP (テレビドラマ)）（2023年12月4日 - 2024年1月29日，東京電視台）- 榎本伊月[10]
- 完美求婚（日语：パーフェクトプロポーズ#テレビドラマ）（2024年2月5日・4月8日 - 5月13日，富士電視台 / 6月3日 - 7月8日、BS富士）- 主演・深谷甲斐（與金子隼也雙主演）
- 想跟心愛的男人分手 第6話・第7話・第9話・第10話（2024年5月9日・16日・30日・6月6日，東京電視台） - 和真（カズマ）
- 那孩子的孩子（2024年6月25日 - 9月17日，關西電視台・富士電視台）- 川上幸[11]
- 直到破壞了丈夫的家庭（2024年7月8日  - 9月30日，東京電視台）- 三宅涉[12]
- 戀上換裝娃娃（2024年10月9日 - 12月11日，MBS・TBS） - 主演・五條新菜（與永瀨莉子雙主演）[13]
- 解謊偵探少女 第9話（2024年12月2日，富士電視台） - 本条皐月[14]
- 誰看見了孔雀在跳舞？（2025年1月24日 - 3月28日，TBS）- 赤澤守[15]
- 平行世界的夫婦（2025年4月1日 - 6月17日，關西電視台・富士電視台）- 丸山耕介[16]
- Dear My Baby～直到我支配你為止～（2025年4月5日 - 6月20日，東京電視台） - 森山拓人[17]
- 大追跡〜警視廳SSBC強行犯係〜（2025年7月9日 - ，朝日電視台） - 城慎之介[18]

### 電影
- 替身忠臣藏（2024年2月9日） - 岡野金右衛門[19]
- 我只是想理解你（2024年2月23日） - 春樹[20]
- 完美求婚 Dream Edition（2024年10月25日）- 主演・深谷甲斐（與金子隼也雙主演）[21]
- 6人孤單在一起（日语：6人ぼっち）（2025年5月2日）- 主演・加山糸[22]

### 網絡劇
- 完美求婚（日语：パーフェクトプロポーズ#テレビドラマ）（2024年2月2日 - ，富士電視台On Demand）- 主演・深谷甲斐（與金子隼也雙主演）[23][24]

## 其他

### 書籍
- S Cawaii! MEN 2022 SUMMER（2022年）

## 外部連結
- 野村 康太｜Artist｜研音 - KEN ON
- 野村康太的Instagram帳戶